# Мендоса Бенедетто, Луис
Луис Альфредо Мендоса Бенедетто (исп. Luis Alfredo Mendoza Benedetto; 21 июня 1945, Каракас — 29 апреля 2024) — венесуэльский футболист и тренер, выступал на позиции полузащитника.

## Клубная карьера
Луис Мендоса начал выступления во взрослом футболе в 1963 году в составе команды «Депортиво Италия». В 1970—1971 годах он играл в составе команды «Депортиво Галисия», а в 1971—1973 годах в составе клуба «Эстудиантес де Мерида». В начале 1974 года футболист перешел в состав клуба «Португеса», однако в начале 1976 года вернулся в состав клуба «Депортиво Галисия», в котором и завершил карьеру в 1980 году.

## Карьера в сборной
В 1967 году Луис Мендоса дебютировал в составе сборной Венесуэлы. В том же году в составе сборной участвовал в чемпионате Южной Америки 1967 года. В 1975 году футболист принимал участие в Кубке Америки в 1975 году, а в 1979 году третий раз сыграл на Кубке Америки 1979, после чего в сборную не привлекался. В общей сложности сыграл в составе сборной 25 матчей, в которых отличился 4 забитыми мячами.

## Тренерская карьера
После завершения карьеры Луис Мендоса в 1982 году работал главным тренером клуба «Минерос де Гуаяна». Умер 29 апреля 2024 года.